# Paracordulia
Paracordulia is een geslacht van libellen (Odonata) uit de familie van de glanslibellen (Corduliidae).

## Soorten
Paracordulia omvat 1 soort:
- Paracordulia sericea (Selys, 1871)